# Śpiąca Wenus (obraz Giorgionego)

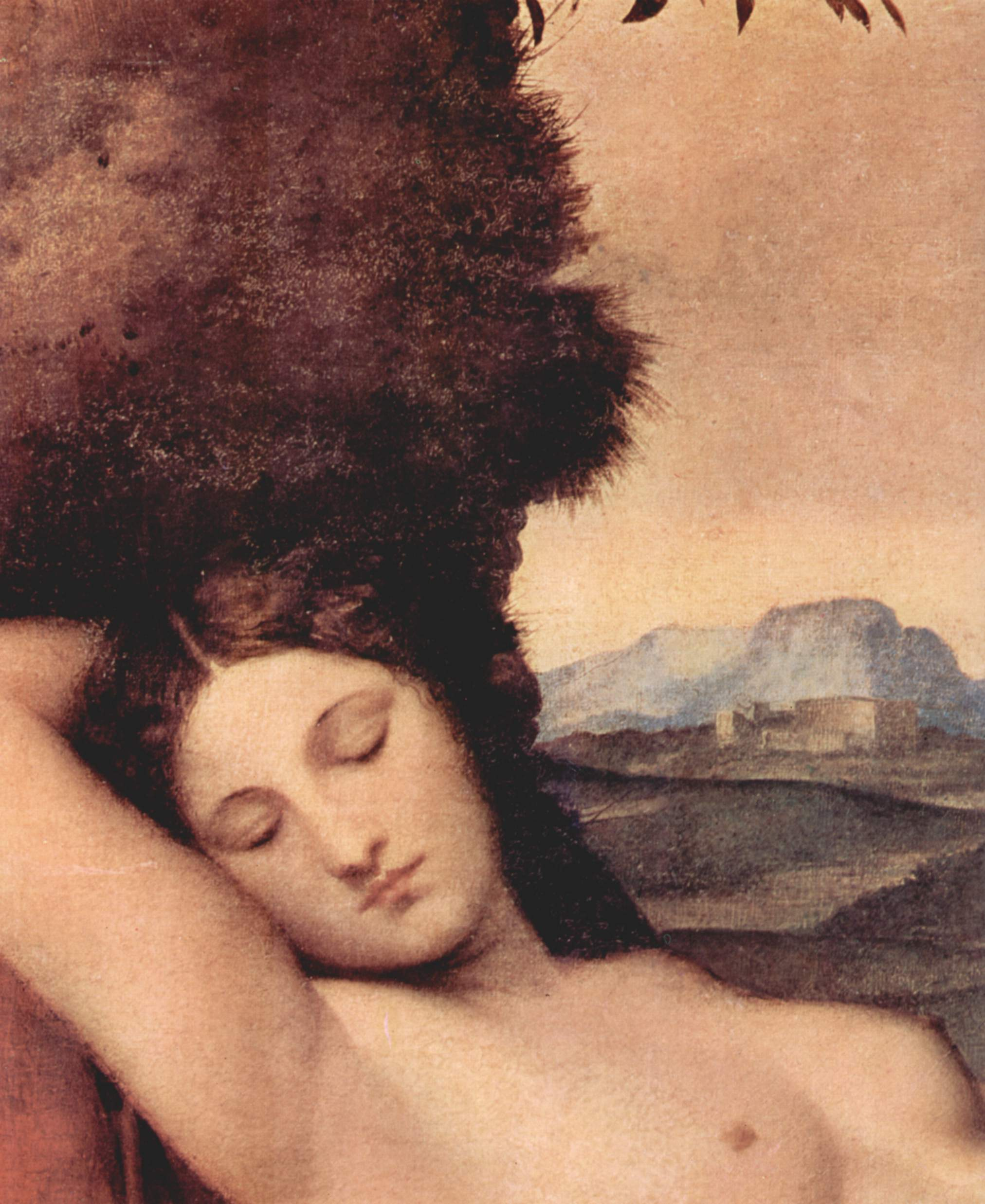
Powiększenie fragmentu

Śpiąca Wenus – obraz namalowany ok. 1508–1510 przez włoskiego malarza renesansowego, Giorgione. Dzieło obecnie znajduje się w zbiorach Galerii Dawnych Mistrzów (Drezno).